# John Syme
John Syme RSA (1795 - 3 août 1861) est un portraitiste écossais.

## Biographie

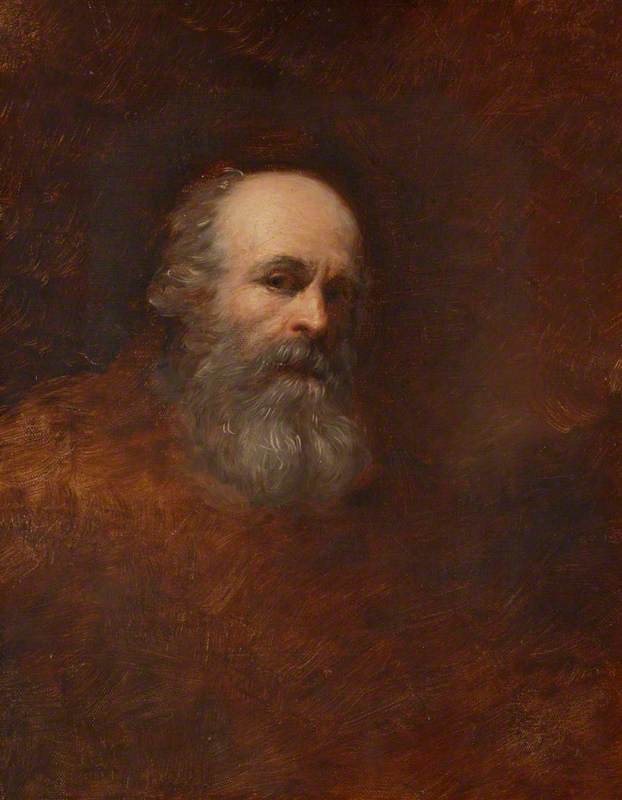
Autoportrait

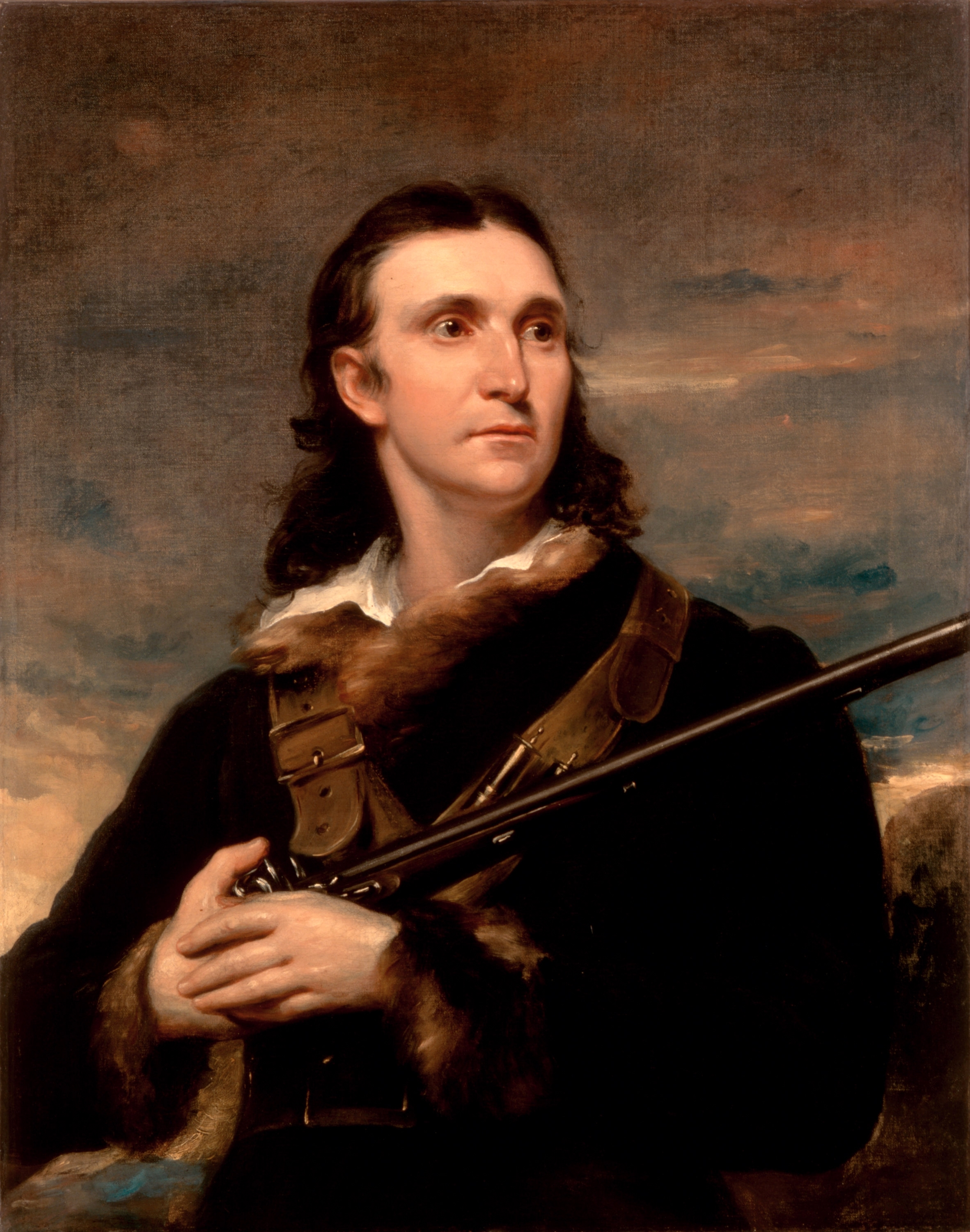
John James Audubon, portrait de 1826 par John Syme, commandé par William Home Lizars

Neveu de Patrick Syme, il est né à Édimbourg et étudie à la Trustees' Academy de Picardie Place. Il devient l'élève et l'assistant de Henry Raeburn, dont il termine les œuvres inachevées, et exerce ensuite avec succès comme portraitiste à Édimbourg.
Dans les années 1830, il est répertorié comme vivant au 32 Abercromby Place dans la deuxième ville nouvelle d'Édimbourg.
Syme est un membre original de la Royal Scottish Academy, fondée en 1826, et prend une part active à sa gestion. Il meurt à Édimbourg le 3 août 1861.

## Travaux
Il peint de nombreux portraits. Celle de John Barclay est exposée à la London Royal Academy en 1819, et va à la Scottish National Gallery. Ses oeuvres sont gravées à la manière noire par Thomas Hodgetts, tout comme ceux de John Broster et Andrew McKean. L'autoportrait de Syme est exposé à la Royal Scottish Academy. Son portrait du solliciteur général, Lord Cockburn, est déposé à l'Académie comme travail de diplôme. Un portrait d'Alexander Henderson, Lord Provost of Edinburgh 1823-1825 est exposé au Merchant Hall d'Édimbourg.